# Уфимский лимонарий

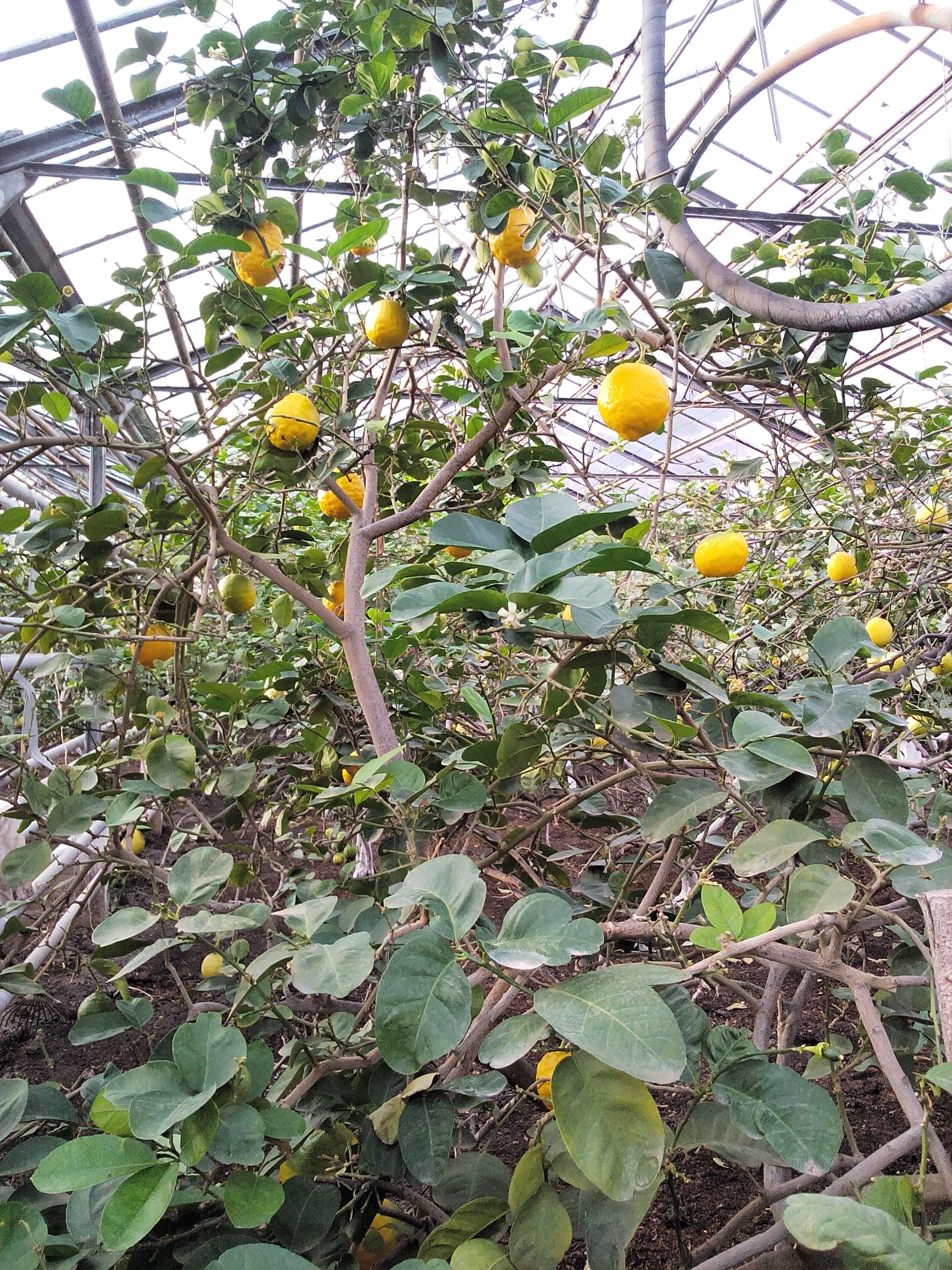
Теплица Уфимского лимонария

Уфимский лимонарий — это тепличный лимонарий, учебное поле и лесной питомник в Уфе, учебно-опытное хозяйство Уфимского лесотехнического техникума. Находится в Кировском районе, рядом с парком имени лесовода Г. М. Рутто и санаторием «Зелёная роща».

## История
В 1981 году идея выращивания лимонов в БАССР была выдвинута министром лесного хозяйства БАССР Абдуловым Марселем Хабибовичем перед Министерством лесного хозяйства РСФСР и областным комитетом КПСС, Советом министров БАССР (постановление № 264 от 14.05.1981 года и решение № 36-5 от 12.02.1989 года).
В 1984 году выделена территория 2 гектар в квартале 24 Паркового лесничества под будущею экспериментальную круглогодичную теплицу на месте бывшего фруктового сада.
Технология выращивания лимонов изучалась с 1985 года в колхозе имени В. И. Ленина Ташкентской области, руководителем которого был почётный академик УзССР Зайнутдин Фахритдинов. Технология выращивания в Уфе отрабатывалась на подаренных 24 саженцах в существующей ангарной теплице площадью 500 м2 Садыковой Фаридой Валиевной.
В 1990 году введены в эксплуатацию теплицы на общей площади 1 гектар. Саженцы лимонов в количестве 1500 растений привезены из Ташкентского лимонария. 
В 2010-х годах, в связи со стройкой жилого комплекса «Лимонарий», застройщиком ООО «СУ-10» предпринимались попытки отвести часть земли учебного поля лимонария для целей строительства жилого дома.

## Лимонарий сегодня
Сегодня в теплице выращиваются и плодоносят 1300 деревьев лимона рода Citrus сортов «Юбилейный» и «Ташкентский» узбекской селекции, которые дают 20—22 тонн урожая в год. Также выращиваются апельсин, мандарин, грейпфрут, цитрон и другие. В коллекции хозяйства имеются более 500 видов тропических и субтропических древесных, кустарниковых, травянистых растений, таких как: инжир, лавр, кофе, гранат, фейхоа, мушмула, банан, ананас, розмарин, киви, фикусы, гуава, бромелии, суккуленты, пальмы, папоротники, толстянки, дынное дерево, маслина, авокадо, юкки, драцены, часть из которых занесена в Красную Книгу.
Государственной комиссией Российской Федерации по испытанию и охране селекционных достижений описаны и внесены в Государственный реестр селекционных достижений три сорта лимона — «Урман», «Салават», «Лейсан», и два сорта цитрона — «Уралтау» и «Зиля».
В РСФСР, а сейчас в России, Уфимский лимонарий является первым опытом выращивания лимонов в закрытом грунте. На сегодня цитрусовые в подобных условиях стали выращивать в Саратовском лимонарии и в Павловском питомнике. До недавнего времени функционировал также Магнитогорский лимонарий в посёлке Наровчатка.
В 2018—2020 годах производится попытка комплексной реконструкции территории лимонария. 
В Уфимском лимонарии открыты оранжерея, учебное поле и лесопитомник для посещения и экскурсий.